# Język udehejski
Język udehejski, udegejski – prawie wymarły język tunguski z grupy południowej używany w dalekowschodniej Rosji.
W 1989 r. podano, że ma mniej niż 500 użytkowników (przy czym grupa etniczna liczyła 1900 osób). Według danych z 2010 r. posługuje się nim 100 osób.
Silnie zagrożony wymarciem. Wśród tej ludności szybko przyjął się język rosyjski, który znacznie wpłynął na kształt rodzimego języka. Udehejski jest wypierany przez rosyjski.
Niegdyś był używany przez społeczność w Mandżurii w Chinach, lecz wyszedł z użycia.

## Dialekty
Ethnologue wyróżnia następujące dialekty:
- chungari
- chor
- aniuy
- samarga
- bikin
- iman
- kur-urmi

Różnice między dialektami nie są zbyt znaczące.